# Neues Theater (St. Petersburg)
Das Neue Theater (russisch Новый театр, Nowy teatr) war ein Theater in St. Petersburg von 1901 bis 1906.

## Geschichte
Im September 1901 gründete die Schauspielerin Lidija Jaworskaja zusammen mit ihrem Mann Fürst Wladimir Barjatinski das Neue Theater. Es befand sich im Kononow-Saal in der Uferstraße der Mojka (Набережная реки Мойки) 61. Aufgeführt wurden vor allem Theaterstücke zeitgenössischer Autoren aus Russland, Frankreich, Deutschland, Skandinavien, England und weiteren Ländern. Das Neue Theater gehörte damit neben dem  Moskauer Künstlertheater von Stanislawski und dem Korsch-Theater zu den modernsten Bühnen in Russland. Es wurde viel von jungen Zuschauern besucht. Lidija Jaworskaja unterhielt auch persönliche Kontakte zu Autoren wie Anton Tschechow.
Am 12. Februar 1906 fand die letzte Vorstellung unter Leitung der beiden statt. Im Oktober 1907 eröffnete Alexander Sanin erneut ein Neues Theater im selben Saal, zusammen mit einer Künstlergemeinschaft. Im Dezember 1907 wurde an dessen Stelle das Altertümliche Theater (старинный театр) eröffnet, das ausschließlich mittelalterliche und frühneuzeitliche Theaterstücke zeigte.
Lydia Jaworskaja eröffnete 1915 erneut ein Theater in St. Petersburg, das jedoch wegen mangelnden Zuspruchs bald wieder schließen musste.

## Repertoire (Auswahl)
Das Neue Theater zeigte vor allem Stücke zeitgenössischer Autoren, teilweise als russische Erstaufführungen, sowie einige klassische Dramen und  Werke von Wladimir Barjatinski. Angegeben sind die Premierentage (nach dem alten julianischen Kalender), einige Stücke wurden danach wiederholt.
1901/1902
- Der Sturm von William Shakespeare, 15. September 1901, Eröffnungsstück
- Wenn wir Toten erwachen von Henrik Ibsen, 2. November 1901
- Weiße Flügel von Tatjana Schtschepkina-Kupernik, 11. November 1901, einzige Inszenierung einer weiblichen Autorin  in der Theatersaison 1901/02
- Foma Gordejew von Maxim Gorki, 23. November 1901
- Der grüne Kakadu von Arthur Schnitzler, 30. November 1901, auch 3. Januar 1906
- Rausch von August Strindberg, 7. Dezember 1901, russische Erstaufführung[2]
- Rosenmontag (Драма в гарнизоне) von Otto Erich Hartleben, Februar 1902
- Die Kameliendame von Alexandre Dumas d. J., März 1902
- Die Möwe von Anton Tschechow, März 1902
- Die Frau mit dem Dolche von Arthur Schnitzler, April 1902
- Kleinbürger von Maxim Gorki, Juni 1902

1902/1903–1903/1904
- Die Macht der Finsternis, von Lew Tolstoi, Herbst 1902
- Der arme Heinrich von Gerhart Hauptmann, Ende Dezember 1902[3]
- Die Frau vom Meer von Henrik Ibsen, 17. Januar 1903

- Antonius und Cleopatra von William Shakespeare, 1903 oder 1904
- Drei Schwestern von Anton Tschechow, 1903 oder 1904
- Pelléas und Mélisande von Maurice Maeterlinck, 1903 oder 1904
- Stützen der Gesellschaft von Henrik Ibsen, 1903 oder 1904
- Erdgeist von Frank Wedekind, 1903 oder 1904
- Auferstehung von Lew Tolstoi, 1903 oder 1904, erste Theateraufführung des Textes
- Sappho von Alphonse Daudet, 1903 oder 1904

- Iwanow von Anton Tschechow, 1904
- Antigone von Sophokles, 1904
- Heimat von Hermann Sudermann, 1904

1905/1906
- Wilhelm Tell von Friedrich Schiller, 1905
- Fräulein Julie von August Strindberg, 3. Januar 1906[4]
- Und Pippa tanzt! von Gerhart Hauptmann, Januar (?) 1906
- Die Juden von Jewgeni  Tschirikow, 1906
- Vor Sonnenaufgang von Gerhart Hauptmann, 1906

1907
- Elektra von Hugo von Hofmannsthal, 12. Oktober 1907, Regie Alexander Sanin, Neueröffnung
- Der Tod des Tizian von Hugo von Hofmannsthal, 12. Oktober 1907, Regie Alexander Sanin, Neueröffnung

## Persönlichkeiten
- Lidija Jawornaja, Direktorin und Schauspielerin
- Wladimir Barjatinski, Direktor und Autor
- P. G. Baratow , Schauspieler
- M. I. Welisari , Schauspieler
- B. A. Gorin-Gorjainow